# 東京都立富士高等学校・附属中学校
東京都立富士高等学校・附属中学校（とうきょうとりつ ふじ こうとうがっこう・ふぞくちゅうがっこう、英語: Tokyo Metropolitan Institute Fuji Senior High School, Junior High School）は、東京都中野区弥生町に所在し、中高一貫教育を提供する東京都立高等学校・中学校。
通称は「富士高」（ふじこう）。
高等学校において生徒を募集しない完全中高一貫校。

## 概要
1919年（大正8年）創立の東京府立第五高等女学校を前身とする。「自主自律」「文武両道」の精神を伝統としている。都立高校全盛期は、第3学区（中野区・杉並区・練馬区）において、女子最難関であった。学校群制度では、西と32群を形成し、男子の受験難易度もかなり上昇し、都立高トップの一角として「西・富士」と称されていた。
合格者はどちらかに振り分けられ、導入後の1970年代から1980年代初頭には、東大合格者が30数名から40数名となり、東大合格者数で全国20位以内にランクインした。学校群制度により、都立進学高のレベルは一般には急落したが、富士は、青山、都立国立と並んで、学校群制度によって進学実績を伸ばした数少ない都立高である。
学校群制度廃止後は都立高校間の成績別階層化が進み進学実績が低迷したが、近年は進路指導の強化や土曜授業の復活、習熟度別授業の実施などの改革を進め、進学実績、入学倍率共に上昇傾向にある。
2010年（平成22年）4月、東京都立富士高等学校附属中学校が開校し（中学校併設型）、大泉、三鷹、南多摩と同時に都立中高一貫校となる。
これは、東京都教育委員会の、都立高校の改革の一環として中高一貫校の設置が計画されたことによるもので、既存の高校の敷地・設備を利用し、中等教育学校または、高等学校に附属の中学校を設置（併設型）するというものである。
これにより、2010年度は、中学募集が120名（3クラス）、高校募集は320名（8クラス）から200名（5クラス）に減少した。また、高校入試においては、2010～2020年度で、国語、数学、英語（リスニングを除く）の自校作成問題を実施していた（2014～2017年はグループ作成）。
かつての富士高校は、標準服の着用が自由で、頭髪や持ち物の制約も一切なく、自由な校風で知られていたが（#校風・校則を参照）、2010年度の附属中設置以来、制服の着用が義務となった。2022年現在、制服1詰襟・制服2セーラー服などになっている。制服の性別による区別は廃止され、性別によらず着用が可能である。
2013年度より、高校募集は80名（2クラス）となる。2021年度から中学募集が160名となり、高校募集を停止する。
高校入試で「文化・スポーツ等特別推薦」（剣道において都大会ベスト8またはこれに準ずる者が対象）を実施していた2005～2009年度までは、剣道部は男子が2006年、2007年の2年連続、女子は2002年 - 2007年の6年連続で関東大会に出場していた。薙刀部はインターハイに2年連続で出場するなど全国レベルにある。剣道部、薙刀部以外にも、男子バレーボール部は関東大会へ2007年初出場、硬式野球部が2007年の夏の甲子園西東京大会でノーシードの都立高校ながらベスト8まで勝ち進むなど好成績を残している。
府立第五高女以来70年の歴史があった定時制普通科は2010年（平成22年）3月で廃止された。同年度から定時制の機能を荻窪高校に移管し、午前・午後・夜間の三部制の教育課程を編成している。

## 沿革

### 第五高等女学校
- 1918年11月 - 大質屋「尾張屋」の峯島家4代目故峯島茂兵衛の妻であり、大地主・実業家として知られた峯島喜代が東京府に女子教育の強化を目的とした学校設立計画を働きかけ、資金50万円（2023年時点の10億円相当）および土地（現在の歌舞伎町）を東京府に提供[7][8]
- 1919年12月27日 - 東京府立第五高等女学校設立認可（修業年限5年、定員500名）
- 1920年4月18日 - 東京府立第三高等女学校（現：駒場高校）校舎を借用し開校。本科第一回生入学式挙行。5月10日、校舎一部落成し移転。5月23日、東京府豊多摩郡淀橋町字角筈879（現：新宿区歌舞伎町1-19。現在は新宿東宝ビルが建つ）に校舎落成。周辺には本校の他に大きな建物は大久保病院程度しかなく、シンボル的存在であったという。
- 同11月5日 開校記念式を挙行し創立記念日とする
- 1922年10月16日 - 照顔会（生徒会）開始
- 1924年11月10日 - 『校友』創刊
- 1925年1月15日 - 第1回生徒会開催
- 1926年10月19日 - シャム（現：タイ）文部大臣ダニー親王来校
- 1927年4月18日 - 家事専攻科設置（修業年限3ヶ年、定員120名）
- 1935年11月10日 - 同窓会誌『若竹』創刊[9]
- 1936年11月18日 - 中野区富士見町9（現在地）に新校地決定
- 1939年2月13日 - 東京府立第五高等女学校夜学校設置認可
- 1940年4月1日 - 東京府立第五高等女学校夜学校併置
- 1941年4月1日 - 東京府立第五高等女学校夜学校を東京府立昭徳女学校に改称
- 1943年4月1日 - 東京府立昭徳女学校を東京府立第五高等女学校第二部に改称。7月1日、都制実施により東京都立第五高等女学校（第二部は東京都立第五高等女学校第二部）に改称
- 1945年4月14日 - 戦災により校舎全焼。5月21日、四谷第五国民学校（現：新宿区立花園小学校）を仮校舎とし授業再開
- 1946年4月1日 - 東京都立四谷高等家政女学校（前身は、1916年開校の「東京市四谷区女子実業補習学校」）を統合。4月27日、本科1・2年生および専攻科は四谷第七小学校（現：新宿区立花園小学校）。5月15日、四谷第五小学校より四谷第七小学校へ移転
- 1947年4月1日 - 新制中学発足により1年生募集停止。10月1日、中野区富士見町9で校舎新築起工式

### 第五女子新制高等学校
- 1948年4月1日 - 学制改革により東京都立第五女子新制高等学校と改称。第二部は定時制課程となり、別に高井戸分校（定時制、現：都立松原高校）設置。6月19日、新校舎落成。祝賀会挙行

### 富士高等学校
- 1950年1月28日 - 東京都立富士高等学校と改称。4月8日、男女共学開始。9月1日、高井戸分校が独立し東京都立松原高等学校（定時制）と改称
- 1952年 - 講堂竣工。学区合同選抜制度導入
- 1955年 - プール竣工
- 1961年 - 改築校舎竣工
- 1963年 - 清里寮（山梨県）完成
- 1967年 - 学校群制度導入、西高校と32群を組む。所在地住居表示変更により中野区弥生町5-21-1となる
- 1968年 - クラブハウス竣工
- 1970年 - 体育館竣工。全日制創立50周年、定時制創立30周年記念式典を挙行
- 1971年 - 制服廃止。講堂老朽のため取り壊し
- 1980年 - 全日制創立60周年、定時制創立40周年記念式典を挙行
- 1981年 - 体育館附属室竣工
- 1982年 - グループ合同選抜制度導入、西・豊多摩・武蔵丘・鷺宮・杉並・荻窪・永福の各校と31グループに編成される
- 1988年 - 校庭における文化財発掘調査実施
- 1990年 - 新校舎竣工・移転。清里寮廃止
- 1991年 - 外構工事によるグラウンド等が竣工。全日制創立70周年・新校舎竣工記念式典を挙行
- 1994年 - 単独選抜制度導入。
- 2001年 - 新体育館竣工・旧体育館解体。全日制創立80周年記念式典を挙行。オムニコート完成附属棟改修
- 2002年 - 中野地区中高一貫6年制学校（仮称）の設置計画策定[3]
- 2006年 - 中野地区中高一貫6年制学校基本計画検討委員会設置
- 2007年 - 都教委「中野地区中高一貫6年制学校基本計画検討委員会報告書」公表[10]
- 2008年 - 中野地区中高一貫6年制学校（仮称）開設準備室設置

### 富士高等学校・附属中学校
- 2009年 - 東京都立富士高等学校附属中学校設置[注 6]
- 2010年
  - 3月 - 定時制[6]閉課程
  - 4月 - 東京都立富士高等学校附属中学校開校
  - 11月 - 全日制創立90周年記念式典、および附属中学校開校記念式典を挙行
- 2013年 - 高校に制服再導入
- 2021年
  - 2月 - 高校募集を停止
  - 4月 - 文部科学省のスーパーサイエンスハイスクール (SSH) に指定される（2025年度まで）。

## 校風・校則
学園紛争の1960年代後半に生徒から制服廃止の主張があり、1970年度末に制服着用が自由となった。頭髪や持ち物の制約も一切なく、自由な校風で知られていた。
2010年度に附属中学校が設置され、制服の着用が義務づけられていることとなった。これに伴い、高校でも2010年度入学生から式典では標準服を着用が義務となり、さらに附属中学校1期生が高校に進学する2013年度から、高校でも制服着用義務が導入された。
携帯電話は原則として持ち込み禁止だったが、2021年度から、授業中にスマホ等を使用することが認められている。
自転車通学については、高校生は申請により可能だが、中学生は安全面から認められていない。
このように、附属中学設置による中高一貫校化により、自由な校風が変わってしまうという意見もある。

## 教育理念

### 教育目標
- 「知性を高め、教養を深める」
- 「品性を養い、感性を磨く」
- 「自ら判断し挑戦する精神を高める」

### 育成する生徒像
【自主自律】【文武両道】の精神の下、6年間一貫した探究活動を中心としたカリキュラムを通じて、富士山の裾野のような幅広い教養と高度な理数的解決力を身に付けさせることで課題解決力を育成し、この課題解決力を活用して、新しい価値観と既存の価値観を調和させ、社会の課題を解決するために自己の限界（高嶺）に挑戦できる人間「富士山型の人間」を育成する。

### 都立中高一貫教育校
中高一貫校の学校像は、「6年間の一貫教育の中で、社会の様々な場面、分野において人々の信頼を得て、将来のリーダーとなり得る人材を育成することを目的とする」である。中高一貫校では東大に40数名合格させたかつての実績を目指すとともに、大学入学後も伸び続ける「余力を残した生徒」を育てるという。

## 象徴

### 校名の由来
1949年（昭和24年）春に新制高校の男女共学に基づくナンバースクール (東京都)の廃止に伴い、新校名を答申するよう通知を受けた。学期末休業中であり、生徒の希望を取ることができなかったが、職員会議の結果、所在地の中野区中野富士見町（現：弥生町）に因み、「富士高等学校」という校名でひとまず答申された。その後、新学期早々全校生徒に諮った際には「若竹」「醍醐（第五のもじり）」「富蓉」などの案が出されたが、いずれの案も圧倒的な支持を得るには至らず、年末に「富士」を交えて最終決定のため調査を行ったところ、「富士」を支持するものが多く、1950年（昭和25年）1月28日に正式に東京都立富士高等学校に改名された。

### 校章
第五高女時代は旧校歌の歌詞「尾上の桜」「園の若松」に因み、桜を松葉で囲んだ校章が使われていた。男女共学化および校名変更を受け、1949年度より職員・生徒・保護者から募集を行った。しかし、思うような案が出なかったため、全国の学校の校章および日本の紋章を参考に製作されたものの中から10点程度を選び、生徒による投票の結果、現校章に変更された。
家紋の一種である松葉桜に、校名を象徴する富士山をあしらったもので、松には「松の緑の変わらない節操節義の基礎の上に立つ」、桜には「桜花の華やかさ・奥ゆかしさに理想をおく」という願いが込められている。
附属中学発足に伴い2010年から中の文字が「高」から縦書きの「富士」へ変更された。

### 制服
男子はスラックスおよび詰襟型、女子はスラックスおよびスカート男女にかかわらず着用できる。
準制服として夏季の制服に青のワイシャツ、ポロシャツ、男子はチェックのズボン、女子はチェックのスカートが導入された（必須ではない）。

## 教育課程
近年までは、「旧制府立第五高女」の伝統を継承した「品性と感性」を磨くため、毎朝1分間の瞑想と5分間の書写を行っていたが、現在は廃止されている。
土曜授業を月に2回実施し、国語や英語の授業の充実を図っている。
数学と英語で、習熟度別、少人数学習を行っている。都立中高一貫校入試の適性検査は知識ではなく思考のプロセスを問うものであり、「これができれば○点」と明確に線引きができないため、入学直後の生徒間の学力格差が大きくなりがちだという。
高校3年次に文系・理系のクラスに分かれる。
高校3年次には科目選択の幅が広がり、かなり自由にカリキュラムを組むことができる。
毎年クラス替えがある。
自習室や図書室（開館時のみ）が自習スペースとして開放されており、中学3年生から高校3年生まで自由に使用できる。
進路指導では、卒業生による講演会や懇談会、大学教授による模擬授業などを実施し、生徒の進路意識向上が図られている。

### 採択教科書
附属中学校では東京都教育委員会の判断により新しい歴史教科書をつくる会の扶桑社版歴史教科書が採択されている。森上教育研究所代表の森上展安は「都立中高一貫校は石原慎太郎都知事の意向が強く働いており、私立でいえばオーナー型の経営に近い。教科書といい、学校の運営といい、都教委の権限が強く、母体になる高校も都教委がくみしやすい学校が選ばれている。」と指摘している。

### 教科学習
中高一貫校のカリキュラムは「5教科7科目の国公立大学入試に対応できるようにしたい」と藤井正俊校長は述べている。
附属中学校では学習習慣の定着をねらいとしてノートの取り方、予習の仕方、宿題の点検、確認小テスト、朝追試験、全員参加の放課後スタディと個に応じたきめ細かな指導を徹底して行っている。
附属中学校では、「学習の内容を深めることを中心におく」ことを主眼に、数学などで高1の分野を取り入れる。高校から入学する生徒に対しては特別授業や補講等を実施し、附属中学校からの進学者との融和を図る。

### 英語教育
英語教育に重点を置いている。中高一貫校用の検定外教科書である『トレジャー』を使用している。また、多読、TOEIC・トレーニングを行い、中3で英検準2級合格、高3でTOEIC700点を目標とする。
附属中学校では、年間18回の土曜日授業などを通じて多くの英文を読み、中学の3年間で2200語の語彙習得を目指す。夏季休業期間に「短期集中英語講座」（夏季休業中に行われる母語話者による集中授業）を開講し、英語力を磨いている。
また、ブリティッシュヒルズ（福島県）宿泊学習（中2）、英文書写も行う。

### 理数教育
2021年度にスーパーサイエンスハイスクール (SSH) に指定された。総合的な学習の時間で6年間を貫く課題研究「富士未来学」を実施している。中3と高1で取り組んでいた「探究未来学」を発展させたものである。
各学年に課題研究に必要な資質・能力を強化するための講座を設定し、独自テキストで授業をしている。人間探究と題して調べ学習を行ったり、最先端科学学習や大学出張授業を通して、探究心を育てていく。

## クラス編成
附属中学は既存の校舎を使用するため、クラス数が一定になるように募集される。
- 2010年度に中学募集が120名（3クラス）、高校募集が200名（5クラス）となる。
- 2013年度に高校募集が80名（2クラス）となる。
- 2021年度に中学募集が160名（4クラス）、高校募集が停止となる。

クラス数は以下の通りである。
| 年度     | 中1 | 中2 | 中3 | 高1 | 高2 | 高3 | 備考                                             |
| -------- | --- | --- | --- | --- | --- | --- | ------------------------------------------------ |
| 2009年度 | -   | -   | -   | 8   | 8   | 8   |                                                  |
| 2010年度 | 3   | -   | -   | 5   | 8   | 8   | 中学校開校。高校募集は5クラスに減。              |
| 2011年度 | 3   | 3   | -   | 5   | 5   | 8   |                                                  |
| 2012年度 | 3   | 3   | 3   | 5   | 5   | 5   |                                                  |
| 2013年度 | 3   | 3   | 3   | 3+2 | 5   | 5   | 附属中1期生が高校へ進学。高校募集は2クラスに減。 |
| 2014年度 | 3   | 3   | 3   | 3+2 | 3+2 | 5   |                                                  |
| 2015年度 | 3   | 3   | 3   | 3+2 | 3+2 | 3+2 | 附属中1期生が高3へ進級（中高一貫校完成）。       |
| …        |     |     |     |     |     |     |                                                  |
| 2021年度 | 4   | 3   | 3   | 3   | 3+2 | 3+2 | 完全中高一貫開始。中学募集が160名となる。        |
| 2022年度 | 4   | 4   | 3   | 3   | 3   | 3+2 |                                                  |
| 2023年度 | 4   | 4   | 4   | 3   | 3   | 3   |                                                  |

## 入学者選抜
東京都の国公立中学校の入試は例年2月3日に行われる。都立富士高附属中へは一般枠160名（男女各80名）のみである。
2021年度から、報告書（425点→300点に換算）と適性検査I（45分、100点→200点に換算）・II（45分、100点→200点に換算）・Ⅲ（45分、100点→300点に換算）の1000点満点で合格者が決定される。
適性検査の過去問題は本校サイトで2年分公表されている。
適性検査Iは、都立中高一貫校10校共通の問題が出題される。文章読解と作文が問われる。適性検査IIは都立中高一貫校10校共通の問題が出題される。資料の整理、論理的思考力、表現力が問われる。適性検査Ⅲは富士独自の出題で、算数が問われる。
2021年度に、適性検査Ⅲを30分から45分へと変更した。また、調査書の比重が18%→30%に、適性検査IIの比重が約36%→20%に変更になった。調査書の素点が25点増えたのは、外国語が1教科増えたからとみられる。

## 主な行事

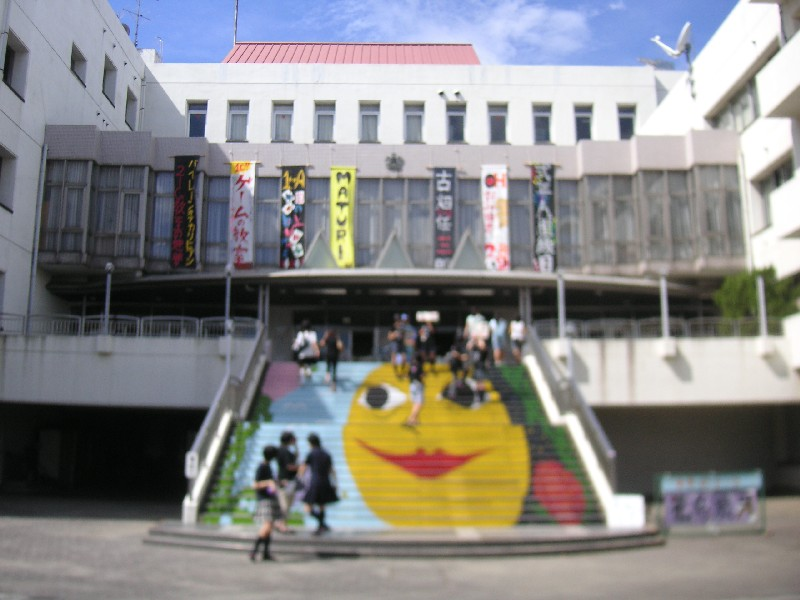
2007年度富士高祭の様子

体育祭（5月）、文化祭（9月）、合唱祭（2月）は本校の「富士三大行事」で、中高合同で開催される。
体育祭
6月に実施される。体育祭の執行部が中心となり企画・運営をしている。中高学年対抗で、2010年度は中1と高1が白組として組み、高2（青組）、高3（赤組）と競い合った。各学年ごとに結成される女子のチアリーダー、男子の応援団もある。
2021年度は学年別の開催となった。
富士祭
例年9月中旬の土曜日から日曜日の2日間に渡って開催される。
3000人程度が来場する。
毎年テーマを決め、各クラスはテーマに沿った企画で行う。例年、劇・お化け屋敷・食堂・縁日を行うクラスが多い。各部活動などの有志団体による展示も行われる。最終日に後夜祭があり、有志のバンド演奏やアイドルのようにダンスをする生徒、クオリティの高いヲタ芸の披露、打ち上げ花火が行われる。
さらに、最近では中昼祭というものも行われ弾き語りやダンスなどが中庭にある舞台でオーディションを勝ち抜いた生徒が披露する。オリジナルソングを弾き語りする生徒、盛り上げ担当のタンバリンを演奏する生徒などのユニークな生徒が最近では現れ、毎年盛り上がりを見せているイベントの一つである。
2019年ファッションショーが復活した。
合唱祭
毎年2月になかのZERO大ホールを使用して行われる。高3は大学受験が近いため参加しない。1クラスにつき課題曲、自由曲の2曲を発表する。

## 活動

### 委員会活動
- 生徒会役員会 - 生徒総会や新入生歓迎会の運営、生徒会予算の調整と立案、生徒会広報誌の発行、目安箱の管理、週1回の定例会などを行う。生徒会選挙で選出された会長1名、副会長1名、書記2名、渉外1名、会計2名で構成される。
- 会計監査委員会 - 予算決定時の不正の監視、会計の仕事の補佐などを行う。選挙で選ばれた2名で構成される。
- 選挙管理委員会 - 生徒会役員選挙の際の候補者の募集、公示、投票、集計、結果発表などを行う。
- 文化委員会 - 各文化部の部長で構成され、長期休業中の各部活動の予定の取りまとめなどを行う。
- 体育委員会 - 各運動部の部長で構成され、長期休業中の各部活動の予定の取りまとめなどを行う。
- HR委員会 - ホームルーム時の進行役、中央委員会の際の出席、集会時のクラスの出席確認などを行う。
- 体育祭実行委員会 - 体育祭準備時に、種目の決定や、学年ごとに製作するTシャツのデザインの選考などを行う。
- 文化祭実行委員会 - 文化祭準備などを行う。執行部、必要な物品の貸し出しを行う物品局、校舎内や入場門などの装飾を行う装飾局、食堂を行うクラスへの指示を行う食堂局、ポスターやパンフレットの作成を行うPR局、後夜祭の運営を行う後夜祭局、ごみ箱の設置やごみの処理を行う清掃局、売店の運営を行う売店局、招待試合などのタイムテーブルの作成を行う体育館局に分かれて活動する。
- 合唱祭実行委員会 - 課題曲の選考などを行う。委員長、副委員長、会計係、会場係、進行係、PR係、練習係、審査表彰係に分かれて活動する。
- 編集広報委員会 - 各クラスや委員会、部活動の紹介などを掲載した機関紙「校友」の制作を行う。
- 清美委員会 - 各クラスから回収されたゴミの分別や、体育祭、文化祭、合唱祭などの行事の際の美化活動を行う。
- 保健委員会 - トイレ、手洗い場の石鹸の交換、インフルエンザの調査、保健プリントの作成などを行う。
- 図書委員会 - 図書館のカウンター当番、蔵書点検、広報誌「ブラリアン」の発行、リクエストされた本の調査購入、読書会の開催などを行う。

### 部活動
附属中学では、学習習慣の確立のため、中1の前半は活動を週2日としている。
運動部

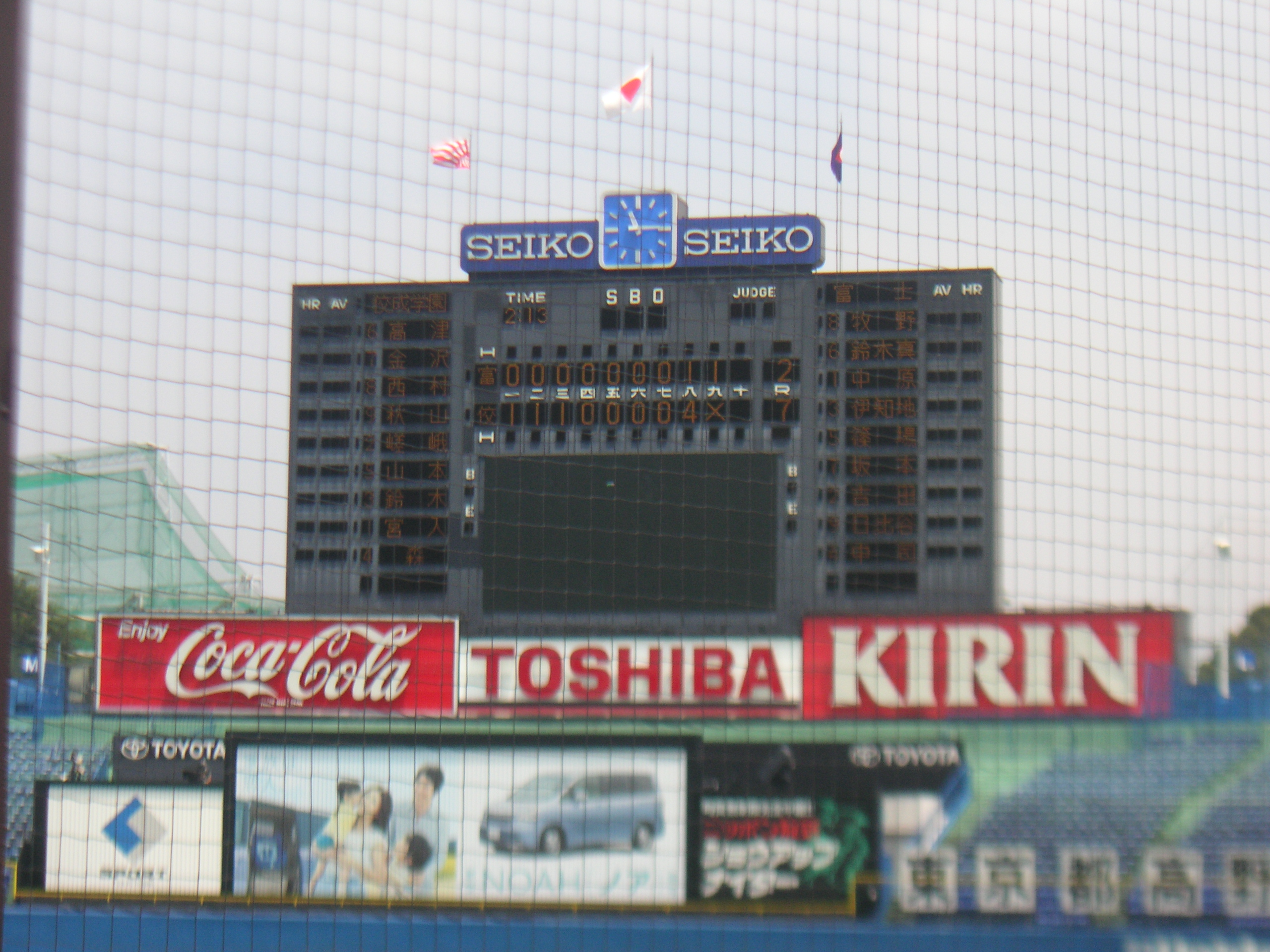
神宮球場で行われた2007年西東京大会準々決勝のスコアボード

- 硬式野球部 - 軟式から発展する形で2000年創部。2007年の夏季大会ではノーシードの都立高校ながら準々決勝まで勝ち進み、出場校117校中ベスト8進出を果たした。現在は口ラッパではなく管弦楽部が応援に来る。
- 剣道部 - 2006年から2007年にかけての男女そろっての2年連続関東大会出場は大会史上初。女子は2002～2008年の7年連続で関東大会に出場、2008年には東京都春季剣道大会兼関東大会予選会において都立高校として32年ぶりに優勝したほかに、東京都代表としてインターハイ出場も果たした。
- 薙刀部 - インターハイの常連であり、関東大会では団体戦で都立高校初の優勝を果たした。
- 男子バレーボール部 - バレ―推薦を行わないにもかかわらず、2007年、関東大会への初出場を果たす。2008年には第13回夏季都立高校選手権大会において優勝を収めた。
- 女子バレーボール部
- 水泳部
- 陸上競技部
- サッカー部
- 男子バスケットボール部
- 女子バスケットボール部
- 男子硬式テニス部 - 2016年、杉並・練馬・中野からなる第3学区テニストーナメントでシングルス、ダブルス、総合優勝の三冠を達成する。2017年、東京都高等学校テニス選手権大会、団体の部でベスト32、都立対抗テニス大会団体で156校中準優勝を収めた。
- 女子硬式テニス部 - 2010年、東京都立高等学校テニス選手権大会で342組中ダブルスベスト4に入り、シングルスでは370組中ベスト16に入った。
- バドミントン部
- アメリカンフットボール部 - アメリカンフットボール部は都立高校で7校しかない。チーム名は「都立富士スタリオンズ」。

文化部

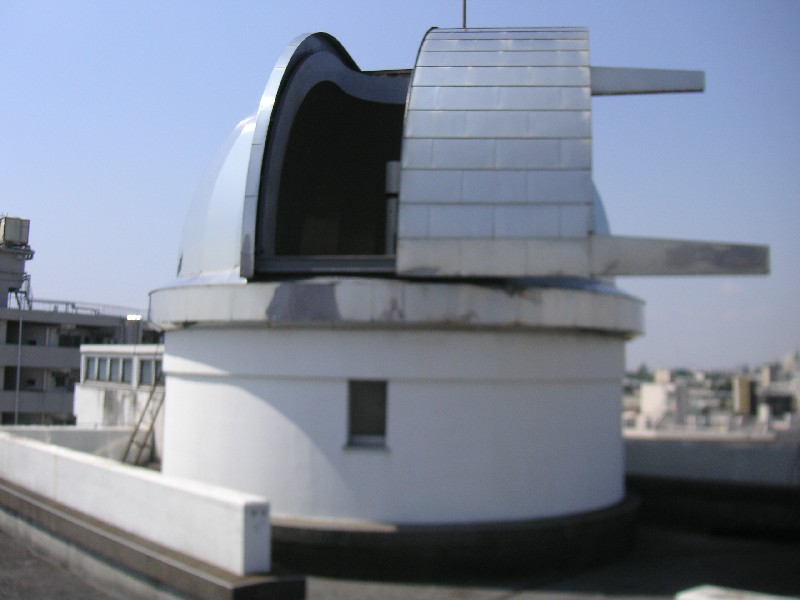
天文台

- 科学探究部 - 2015年度より天文部、物理部、化学部、生物部を統合して発足した。
- 天文班 - 物理部天文班から独立し1961年創部。月に一度の徹夜観測を中心に、機関紙「Canopus」の発行、夏季休業中の合宿、文化祭での自作のピンホール式投影機を用いたプラネタリウムの上映などの活動を行う。校舎5階に部室がある。惑星科学者・井田茂はOB。
- 物理班 - 創部よりアマチュア無線に取り組んできたが、80年代からパソコンを導入し、89年にはFMシリーズ向けグラフィックソフトでの受賞経験がある。近年はレゴ・マインドストームを用いた自律型ロボットの製作をはじめとするプログラミングを主に取り組む。校舎4階に部室がある。　科学探究部映像研究会(A-Giken)と科学探究部物理班VTuber開発チーム(V-Giken)によって浅葱ひしかが活動を開始した

- 化学班
- 生物班
- 写真部 - 校舎5階の部室にモノクロの現像設備を有する。文化祭では展示を行う。
- 文芸部 - 機関紙「回転木馬」を年7回、「ゆりもくば」を不定期に発行する。「回転木馬」は200ページ前後を数えることもある。
- 美術部 - 文化祭での展示のほか、体育祭の入場門の製作などを行う。
- 放送部 - 昼休みの校内放送のほか、学校行事全般の放送を担当する。
- 調理部
- 合唱部
- 軽音楽部 - 文化祭ではPAを呼んでの本格的なライブを行う。
- 茶道部
- 演劇部
- 管弦楽部

以前存在した部
- 山岳部
- 新聞部
- 将棋部（1989年まで）
- 園芸部
- 体操部
- 男子ハンドボール部
- 女子ハンドボール部
- 漫画研究同好会
- アニメックス
- 社会科学研究会
- 落語部
- 柔道部
- 地歴部
- ラグビー部
- 卓球部
- 語学部
- ソフトテニス部
- ソフトボール部

## 施設・設備

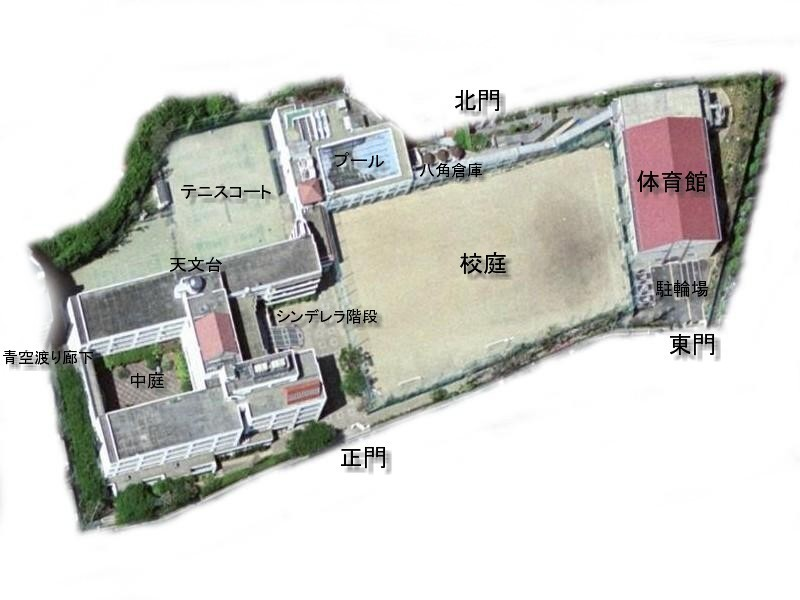
航空写真

敷地面積は23,593m2、校舎面積は16,838m2、校庭は8,462m2。現校舎は前校舎の老朽化を受け、1990年に全面改築されたものである。
- 校舎 - 上空から見るとアルファベットの「H」のような形をしている。音楽室や美術室の赤い三角屋根や八角倉庫、三角柱の形をした採光窓など全体的にメルヘンチックな意匠になっている。昇降口は「シンデレラ階段」と呼ばれる階段を上がった2階にある。2階に3年生、3階に2年生、4階に1年生のクラスがあり、南側校舎にA組からD組、北側校舎にE組からH組がある。普通教室には冷暖房を完備している。特徴的な施設としては、先代校舎の象徴的な場所で、生徒の憩いの場であった「青空渡り廊下（通称：あおわた）」の伝統を引き継ぐ施設として、普通教室の廊下を挟んだ北側にベランダが設置されている。玄関ホールには、中央にオブジェ、両側に作り付けの木製ベンチ、壁面にレリーフがあるほか、西側の窓の上部に特殊なステンドグラスが設置されており、午後になると南西から日光が差し込み、壁面や床に幻想的な光が差し込む仕掛けになっている。また、AEDも玄関ホール正面に設置されている。ほかには、400m2の広さを持ち、インターネットの利用が可能なパソコンなどを備えた図書室が3階に、茶道の稽古が可能な10畳と12畳の和室が1階に、屋上にアストロ工学製ドームと五藤光学研究所製15センチF15屈折望遠鏡を備えた天文台がある。中庭には校名に因んで藤棚があるほか、野外ステージがあるものの、富士高祭等イベントでは使用されていない。
- テニスコート - 以前は現在の体育館の位置にあったが、体育館を現在の位置に移設した際、体育館の跡地に移った。オムニコートが4面ある。
- 体育館 - 以前は校舎と隣接しており、今のテニスコートの位置にあったが、老朽化に伴い移転・新築され、現在は校庭を挟んで反対側にある。このため体育館に行くには長い渡り廊下を通らなければならなくなっている。
- 格技棟 - 校舎と渡り廊下で結ばれている。1階には2階まで吹き抜けの剣道場および柔道場、2階に部室・更衣室、3階にプールがある。

## アクセス

### 電車
- 東京メトロ丸ノ内線 中野富士見町駅より徒歩3分
- 東京メトロ丸ノ内線 新中野駅より徒歩12分

### バス
京王バス渋63・宿45
- JR中央線・総武線・東京メトロ東西線 中野駅南口バスターミナル1番線より京王バス渋63渋谷駅行・宿45新宿駅行、「中野車庫」下車徒歩2分または「富士高校」下車徒歩1分
- 小田急線 代々木八幡駅より京王バス渋63幡ヶ谷経由中野駅行、「富士高校」下車徒歩1分
- 京王新線 初台駅前の「東京オペラシティ南」バス停または「新国立劇場前」バス停より京王バス渋63中野駅行、「富士高校」下車徒歩1分
- 京王新線 幡ヶ谷駅より京王バス渋63中野駅行、「富士高校」下車徒歩1分
- 京王線 笹塚駅から徒歩4分「笹塚中学」バス停より京王バス渋63幡ヶ谷経由中野駅行・宿45中野駅行、「富士高校」下車徒歩1分

京王バス中71・宿33
- 井の頭線 永福町駅より京王バス中71中野駅行、「中野車庫」下車徒歩2分または同駅より京王バス宿33新宿駅西口行、「多田小学校」下車徒歩9分もしくは「南中野地域センター」下車徒歩8分
- 井の頭線 西永福駅から徒歩3分「西永福」バス停より京王バス中71中野駅行、「中野車庫」下車徒歩2分

「2007年度学校紹介」によると富士高生の6割は自転車で通学しているが、附属中学校では安全面から自転車通学は禁止されている。オートバイ通学は1988年（昭和63年）以降全面的に禁止されている。

## 事件・事故
- 放火事件（1973年9月23日、同年10月26日、1974年9月18日、1975年4月17日）[54][55]
- 山岳部合宿死亡事故（1976年7月27日）[56]
- ラグビー部頚椎損傷事故（1992年12月28日）[57]
- 天窓転落死事故（2001年10月）[58]
- 暴力団組員拳銃自殺事件（2004年4月8日）
- 教師による3万円横領事件(2017年6月)

## ギャラリー

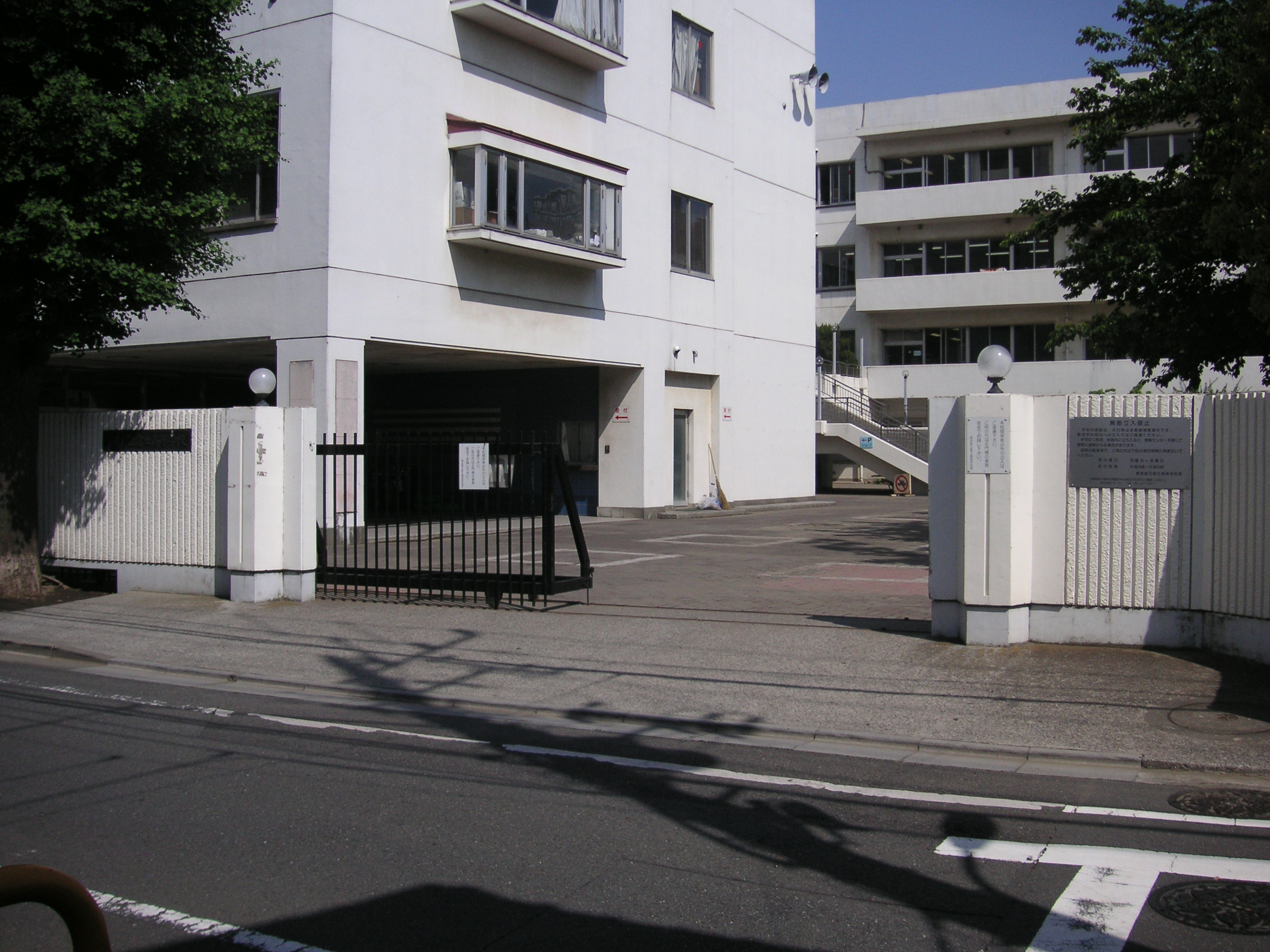
正門
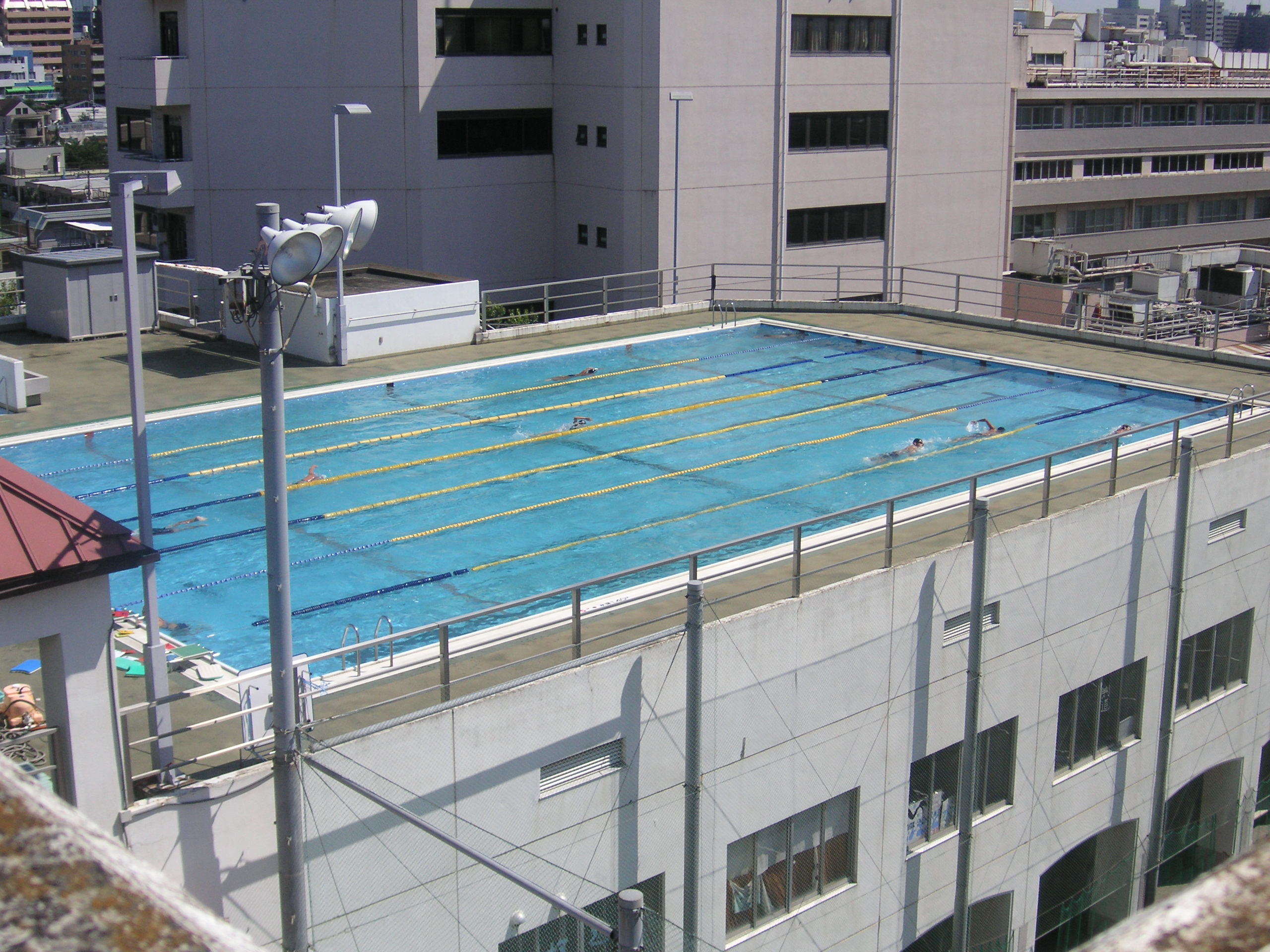
プール
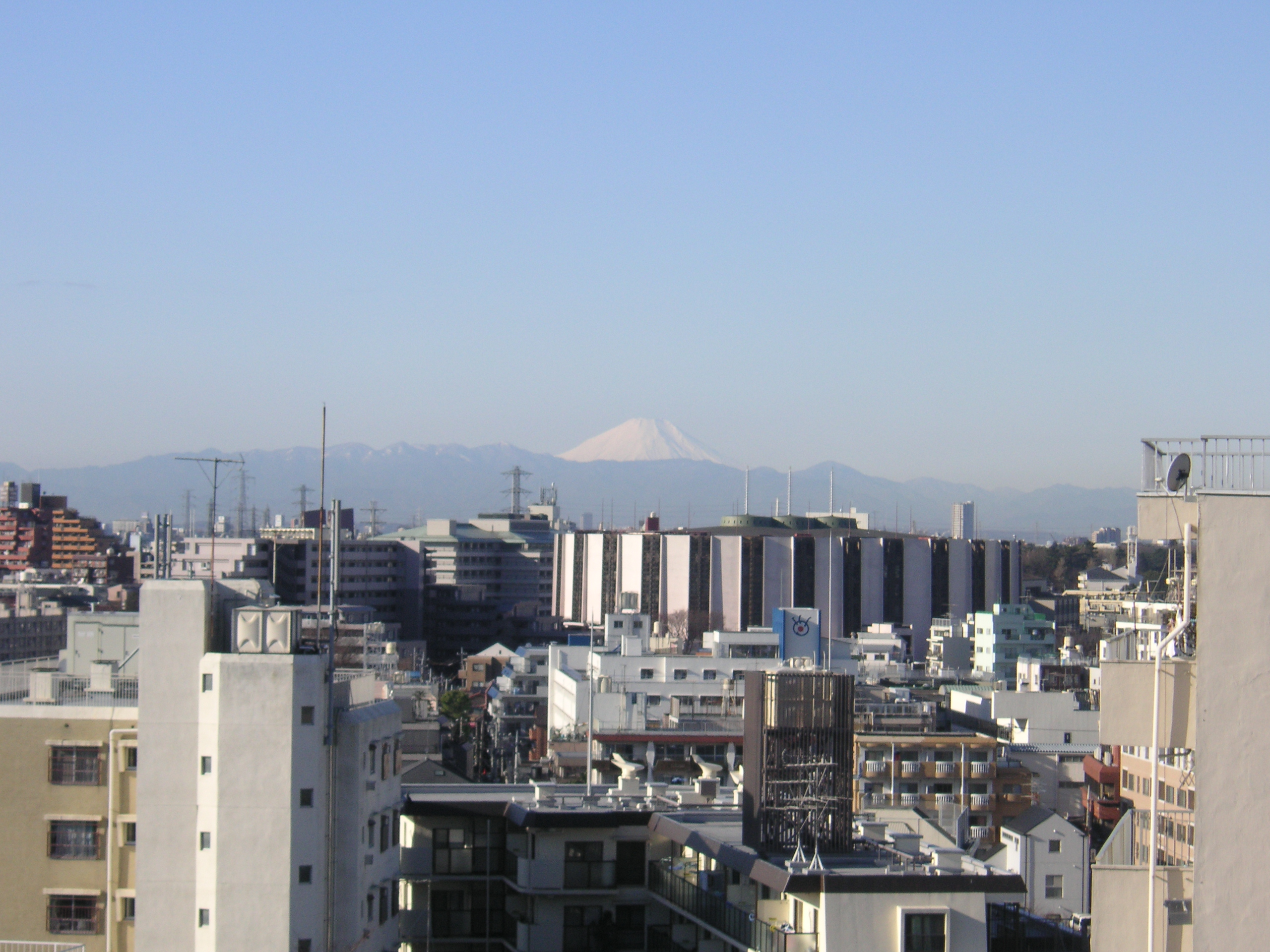
天文台から富士山を望む
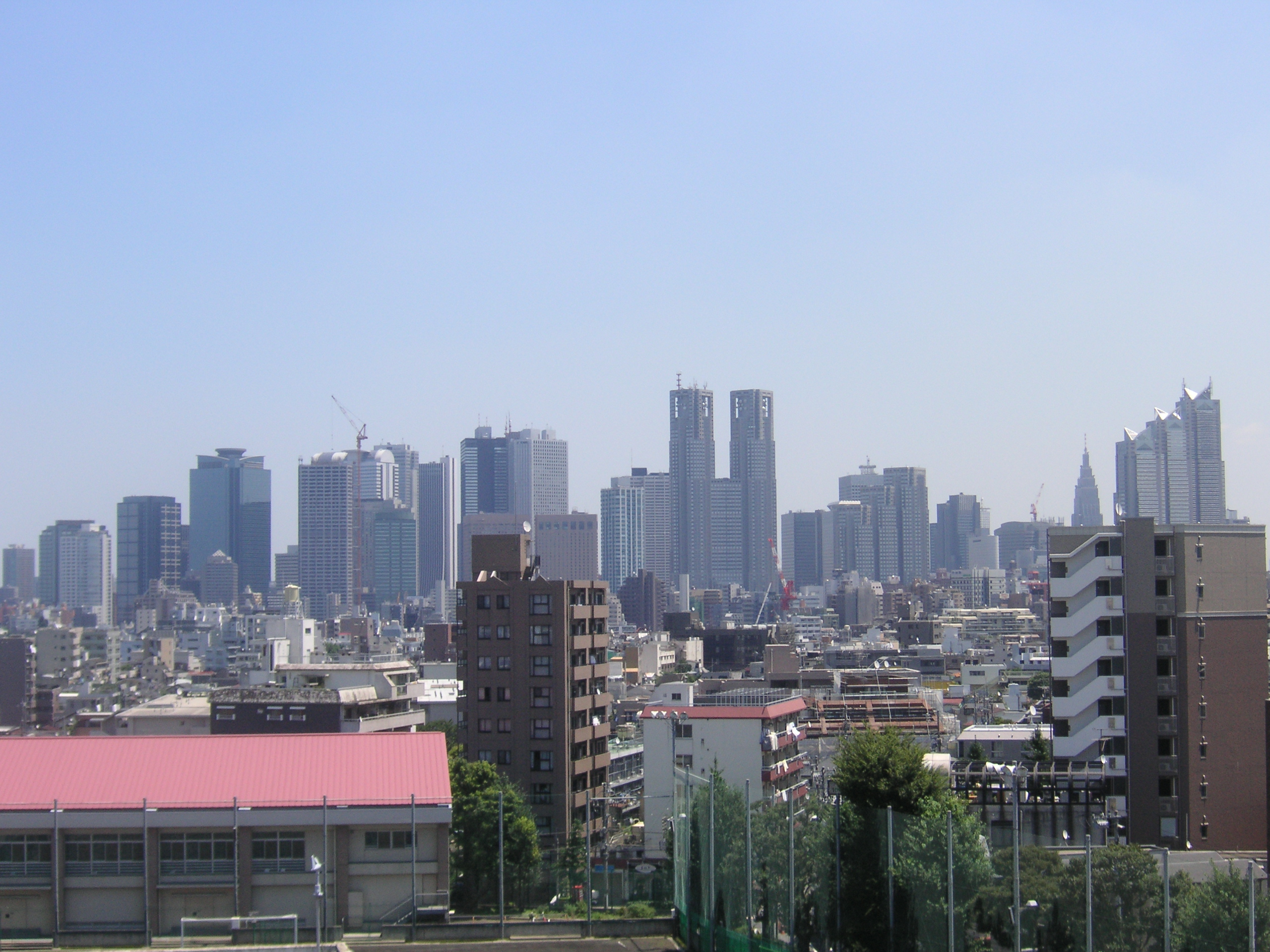
天文台から新宿副都心を望む